# Altopiano di Kon Tum
L'altopiano di Kon Tum è un altopiano del Vietnam situato nella regione degli Altopiani Centrali, che ricopre una vasta area della provincia di Kon Tum fino alle vicine aree di Cambogia e Laos.
Situato nella parte meridionale della Cordigliera Annamita, è delimitato a sud dall'altopiano di Plâyku e dal fiume Krông Pokô e a nord-est dalle province di Quảng Ngãi e di Quảng Nam; verso ovest, giunge fino in Cambogia e Laos, collegandosi, in quest'ultimo paese, al tavoliere dei Boloven.
Con un'altitudine media di circa 500 m, culmina con i 2598 m di altitudine del monte Ngọc Linh, dove cresce una specie vegetale endemica, il ginseng del Vietnam (Panax vietnamensis).